# Европско првенство у атлетици у дворани 1976 — 800 метара за жене
Такмичење у трци на 800 метара у женској конкуренцији на 7. Европском првенству у атлетици у дворани 1976. у Атлетском делу олимпијске хале у Минхену (Западна Немачка). 21. и 22. фебруара.
Титулу освојену у Ротртдаму 1975. није бранила Анита Вајс из Источне Немачке.

## Земље учеснице
Учествовало је 9 атлетичара из 6 земаља.
| 1. Бугарска (3) 2. Западна Немачка (2) 3. Лихтенштајн (1) | 1. Пољска (1) 2. Чехословачка (1) 3. Шведска (1) |

## Рекорди
| Рекорди пре почетка Европског првенства у дворани 1976.     | Рекорди пре почетка Европског првенства у дворани 1976. | Рекорди пре почетка Европског првенства у дворани 1976. | Рекорди пре почетка Европског првенства у дворани 1976. | Рекорди пре почетка Европског првенства у дворани 1976. | Рекорди пре почетка Европског првенства у дворани 1976. |
| ----------------------------------------------------------- | ------------------------------------------------------- | ------------------------------------------------------- | ------------------------------------------------------- | ------------------------------------------------------- | ------------------------------------------------------- |
| 'Светски рекорд                                             | Николина Штерева                                        | Бугарска\|1971                                          | 2:01.42                                                 | Милано, Италија                                         | 10. фебруар 1976.                                       |
| Европски рекорд                                             | Николина Штерева                                        | Бугарска\|1971                                          | 2:01.42                                                 | Милано, Италија                                         | 10. фебруар 1976.                                       |
| Рекорди европских првенстава                                | Елжбјета Католик                                        | Пољска                                                  | 2:02,38                                                 | Гетеборг, Шведска                                       | 10. март 1974.                                          |
| Рекорди после завршеног Европског првенства у дворани 1975. |                                                         |                                                         |                                                         |                                                         |                                                         |
| Нових рекорда није било.                                    |                                                         |                                                         |                                                         |                                                         |                                                         |

## Освајачице медаља
|                           |                        |                              |
| Николина Штерева Бугарска | Лиљана Томова Бугарска | Гизела Клајн Западна Немачка |

## Резултати
У овој дисциплини такмичило се у два нивоа:квалификације и финале. Квалификације су одржане 21. фебруара.

### Квалификације
У квалификацијама је учествовало 9 спринтерки, подељене у 2 групе. За финале пласирале су се по 3. најбрже из обе групе КВ.
| Пласман | Група | Атлетичарка         | Земља           | ЛР      | ЛРС     | Резултат | Пласман |
| ------- | ----- | ------------------- | --------------- | ------- | ------- | -------- | ------- |
| 1       | 1     | Николина Штерева    | , Бугарска      | 2:01,42 | 2:01,42 | 2:05,4   | КВ      |
| 2       | 1     | Иванка Бонова       | Бугарска        |         |         | 2:06,4   | КВ      |
| 3       | 1     | Ангелика Траугот    | Западна Немачка |         |         | 2:06,4   | КВ      |
| 4       | 1     | Јоланта Јанухта     | Пољска          |         |         | 2:08,5   |         |
| 5       | 2     | Гизела Клајн        | Западна Немачка |         |         | 2:09,6   | КВ      |
| 6       | 2     | Лиљана Томова       | Бугарска        | 2:02,29 | 2:02,29 | 2:09,7   | КВ      |
| 7       | 2     | Јозефина Чархлонова | Чехословачка    |         |         | 2:10,2   | КВ      |
| 8       | 2     | Ан Ларсон           | Шведска         |         |         | 2:10,5   |         |
| 9       | 2     | Марија Ритер        | Лихтенштајн     |         |         | 2:15,4   | НРд     |

Подебљани лични рекорди су и национални рекорди земље коју такмичарка представља

### Финале
Финале је одрћано 22. фебруара 1976.
| Пласман | Атлетичарка         | Земља           | Резултат | Бел. |
| ------- | ------------------- | --------------- | -------- | ---- |
|         | Николина Штерева    | , Бугарска      | 2:02,2   |      |
| 2       | Иванка Бонова       | Бугарска        | 2:02,6   |      |
| 3       | Gisela Klein        | Западна Немачка | 2:03,2   |      |
| 4.      | Иванка Бонова       | Бугарска        | 2:04,5   |      |
| 5.      | Angelika Traugott   | Западна Немачка | 2:04,9   |      |
| 6.      | Јозефина Чархлонова | Чехословачка    | 2:15,9   |      |

## Укупни биланс медаља у трци на 800 метара за жене после 7. Европског првенства у дворани 1970—1976.
|    | Земља                |   |   |   |    |
| -- | -------------------- | - | - | - | -- |
| 1. | Бугарска             | 2 | 1 | 2 | 5  |
| 2. | Источна Немачка      | 2 | 1 | 1 | 4  |
| 3. | Западна Немачка      | 1 | 1 | 1 | 3  |
| 4. | Пољска               | 1 | 0 | 2 | 3  |
| 5. | Аустрија             | 1 | 0 | 0 | 1  |
| 6. | Румунија             | 0 | 2 | 0 | 2  |
| 6. | Совјетски Савез      | 0 | 2 | 0 | 2  |
| 8. | Уједињено Краљевство | 0 | 0 | 1 | 1  |
|    | Укупно {8}           | 7 | 7 | 7 | 21 |

|    | Атлетичар          | Земља           |   |   |   |   |
| -- | ------------------ | --------------- | - | - | - | - |
| 1. | Гунхилд Хофмајстер | Источна Немачка | 1 | 1 | 0 | 2 |
| 2. | Елжбјета Католик   | Источна Немачка | 1 | 1 | 0 | 2 |
| 3. | Иљана Силаи        | Румунија        | 0 | 2 | 0 | 2 |